# Maigret e la giovane morta
Maigret e la giovane morta (titolo originale francese Maigret et la jeune morte; apparve in traduzione italiana anche col titolo Maigret e la ragazza morta) è un romanzo poliziesco di Georges Simenon, il quarantacinquesimo della serie con protagonista il celeberrimo commissario Maigret.
Il romanzo fu scritto nella tenuta Shadow Rock Farm di Lakeville (Connecticut), negli Stati Uniti d'America, appartenente all'autore, dall'11 al 18 gennaio 1954. Fu pubblicato per la prima volta in Francia l'11 giugno dello stesso anno presso l'editore Presses de la Cité.

## Trama
La giornata di Maigret è stata pessima: trenta ore di interrogatorio alle prese con tre individui che non volevano confessare. Alle tre del mattino, riceve la notizia: a Montmartre è stato rinvenuto il cadavere di una ragazza di circa vent'anni. Il commissario si reca sul posto con Janvier nella speranza di non incontrare l'ispettore Lognon, il lagnoso, che sicuramente si sentirebbe usurpato perché quella è la sua circoscrizione. Infatti lo trovano sul posto. Da una prima occhiata al corpo della giovane, Maigret capisce che qualcosa non torna. L'abito da sera liso e consunto e la scarpa d'argento con tacco a spillo potrebbero far pensare a una prostituta, ma i capelli scuri, morbidi e ben curati e soprattutto il viso imbronciato fanno pensare a una bambina. Maigret pretende e ottiene che la foto della vittima venga pubblicata sui maggiori quotidiani.
L'inchiesta procede lenta e inesorabile e come spesso accade si insinua nel passato della vittima e della sua famiglia, delle sue amicizie. Lognon conduce una sua indagine parallela, che lo porta a scontrarsi, ma anche incontrarsi con Maigret e la sua squadra. Si risolve infine, non senza difficoltà, con l'arresto di un barista, Albert Falconi, già noto al Quai, che aveva commissionato ad un suo sgherro il furto dei documenti (poi risoltosi in omicidio) della ragazza, per poter ottenere una fantomatica eredità a lei destinata.
Il romanzo è itinerante, infatti le informazioni-chiave per le indagini arrivano dall'Italia, dalla Turchia; Lognon si reca a Bruxelles in un goffo tentativo di anticipare il commissario e la vittima avrebbe dovuto raggiungere New York e lì ricevere l'eredità. Maigret invece rimane sempre a Parigi, quasi come sapesse che lì si trovavano in realtà le risposte a tutte le domande del caso. Quindi, Simenon in questo romanzo non nasconde la sua personale passione per i viaggi: intorno ai trent'anni infatti, l'autore ha viaggiato in tutto il mondo con colei che sarebbe diventata la sua prima moglie, Régine Renchon, chiamata Tigy.

## Edizioni italiane
- Maigret e la ragazza morta, traduzione di Gigliola Cerelli, Collana Il girasole. Biblioteca Economica Mondadori n.65, Milano, Arnoldo Mondadori Editore, 1957.[1] - Collana Il girasole. BEM n.168, Mondadori, 1961; Collana Le inchieste del commissario Maigret n.45, Mondadori, 1967; Collana Oscar n.575, Mondadori, 1974.
- Maigret e la ragazza morta, traduzione di Emanuela Fubini, Collana Oscar gialli n.257, Milano, Mondadori, 1992, ISBN 88-04-35441-0. - Postfazione di Alberto Savinio, Collana Oscar Narrativa n.1428, Mondadori, 1995.
- Maigret e la giovane morta, traduzione di Laura Frausin Guarino, Collana gli Adelphi - Le inchieste di Maigret n.271, Milano, Adelphi, 2005, ISBN 978-88-459-1994-7.
- in  I Maigret 9, Collana Maigret, Milano, Adelphi, 2015, ISBN 978-88-459-3005-8. - nuova ed., Adelphi, 2019, ISBN 978-88-459-3381-3.

## Adattamenti

### Televisione
- Episodio pilota dal titolo Maigret and the Lost Life, telefilm inglese di Gilchrist Calder, regia di Campbell Logan, trasmesso il 4 dicembre 1959, con Basil Sydney nel ruolo del commissario Maigret (poi sostituito nella serie da Rupert Davies).
- Episodio dal titolo The Lost Life, facente parte della serie televisiva britannica Maigret di Campbell Logan, trasmesso sulla BBC il 15 ottobre 1963, con Rupert Davies nel ruolo del commissario Maigret.
- Episodio dal titolo Maigret en de blauwe avondjurk, di una serie televisiva olandese in 17 puntate, trasmesso il 4 dicembre 1966 su Nederland 1, con Jan Teulings nel ruolo del commissario Maigret.
- Episodio dal titolo Maigret et la Jeune morte, facente parte della serie televisiva francese Les enquêtes du commissaire Maigret per la regia di Claude Boissol, trasmesso su Antenne 2 il 28 dicembre 1973, con Jean Richard nel ruolo del commissario Maigret, Éléonore Hirt (Mme Crémieux), Ginette Leclerc (Irène).

### Film
Il 23 Febbraio 2022 è uscito nelle sale Maigret, film francese diretto da Patrice Leconte, con protagonista Gérard Depardieu nella parte del commissario: si tratta di un libero adattamento dal romanzo. Il 15 luglio 2024 è andato in onda su SKY.